# 1ª Armata
Die 1ª Armata (deutsch 1. Armee) war eine Armee des italienischen Heeres im Ersten und Zweiten Weltkrieg.

## Erster Weltkrieg
Vor 1914 gab es in Italien Armeeoberkommandos nur auf dem Papier, das heißt, sie sollten erst im Fall einer Generalmobilmachung gebildet werden. Seit 1914 bestanden vier sogenannte designierte Armeekommandos in Mailand (1.), Genua (2.), Florenz (3.) und Bologna (4.), die im Frieden Planungsaufgaben hatten. Im Kriegsfall sollten aus diesen Stellen Armeeoberkommandos gebildet und ihnen Korps und sonstige Verbände und Einheiten unterstellt werden. Diese Kommandos ähnelten somit den deutschen Armee-Inspektionen.
Die italienischen Planungen im Nordosten Italiens hingen wesentlich von dem Umstand ab, dass das Trentino seinerzeit zu Österreich-Ungarn gehörte und man von dort aus mit einem Angriff auf Venedig italienische Truppen im Friaul abschneiden konnte. Bis zur Bosnienkrise im Jahr 1908 sah die italienische Verteidigungsstrategie im Wesentlichen eine Truppenkonzentration im Raum Padua vor, während man ganz im Nordosten Kavallerie- und andere mobilere Verbände beließ. Für die Verteidigung der Alpengrenze vom Stilfser Joch bis zum Monte Peralba war die 3. Armee vorgesehen, die 1. und 2. Armee sollten die Piavelinie halten und wenn möglich durch einen Gegenangriff aufgegebenes Gebiet im Nordosten zurückerobern, während für die 4. Armee eine Reserverolle vorgesehen war.

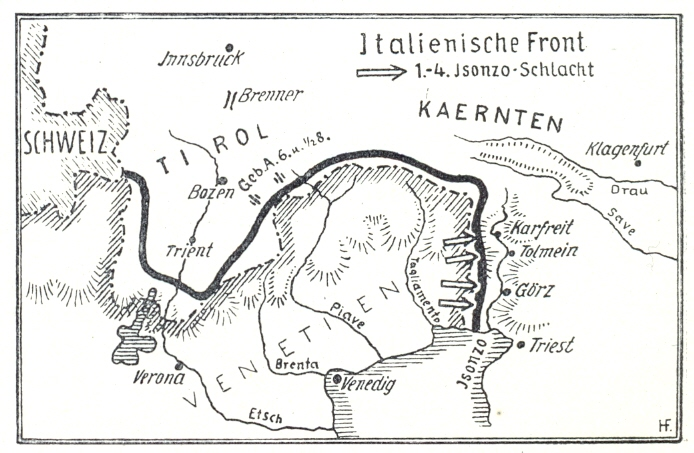
Karte der Italienfront (1915–1917)

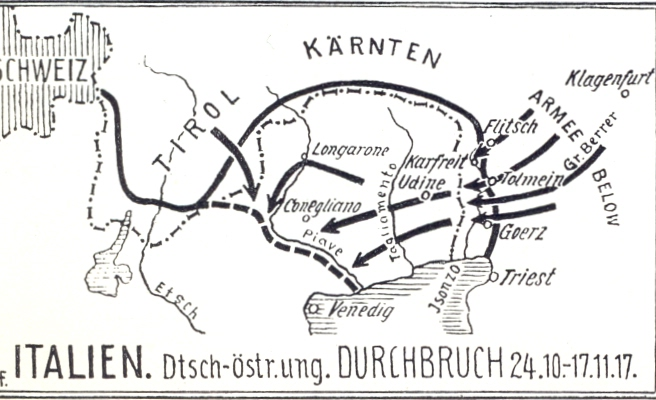
Karte der Italienfront (1917–1918)

Nach der Bosnienkrise und der Zunahme der Spannungen zwischen Italien und Österreich-Ungarn wurden der 1. und 4. Armee der Trentiner Frontbogen zugeteilt, der 2. und 3. Armee die Piavelinie, die dann für den italienischen Angriffskrieg trotz der Gefahr aus dem Trentino nach Osten bis zum Isonzo vorgeschoben wurden. Die 1. Armee hatte vor der Festung Trient nur defensive Aufgaben, Durchbrüche glaubte man im Bereich der 4. Armee in Richtung Pustertal und ansonsten am Isonzo erzielen zu können.
Das designierte Kommando der 1. Armee wurde im Oktober 1914 in Mailand gebildet. 1915 stand die aktivierte Armee mit dem III. und dem V. Korps mit insgesamt sechs Divisionen und etlichen kleineren Verbänden zwischen dem Stilfser Joch und der Croda Granda beim Passo Cereda in den südlichen Dolomiten. Es folgten knapp vier Jahre Stellungskrieg, in dem unter anderem der Pasubio besondere Bekanntheit erlangte. Bis 1916 wurde die 1. Armee auf sechs Armeekorps und zwölf Divisionen ausgebaut. Die italienischen Verbände auf der Hochfläche der Sieben Gemeinden, auf der Österreich-Ungarn im Mai 1916 einen Durchbruchsversuch gestartet hatte, wurden erstmals vom 1. Dezember 1916 bis zum 20. Juli 1917 von der neuen 6. Armee übernommen (Comando Truppe Altipiani). Darüber hinaus ging ein Korps im Bereich des Brenta an die 4. Armee und das zwischen dem Stilfser Joch und dem Gardasee stehende III. Korps erst an das Oberkommando des Heeres und dann an die neue 7. Armee. 
Nach dem deutsch-österreichisch-ungarischen Sieg in der zwölften Isonzoschlacht und dem italienischen Rückzug zum Piave wehrten die Verbände des Comando Truppe Altipiani Ende 1917 hartnäckig Durchbruchsversuche ins Tiefland ab. Ende Januar 1918 starteten Teile der 1. Armee auf der Hochfläche erste Gegenangriffe. Im März 1918 übernahm die wieder aufgestellte 6. Armee das Comando Truppe Altipiani, womit sich die Front der 1. Armee (auch Trentino-Armee genannt) auf einen relativ kleinen Abschnitt nördlich von Verona reduzierte. Nach der Schlacht von Vittorio Veneto Ende Oktober 1918 und dem Zusammenbruch der Donaumonarchie besetzte die 1. Armee am 3. November 1918 Trient. 1919 wurde das Kommando der 1. Armee wieder zu einem designierten Armeekommando umfunktioniert.

## Zweiter Weltkrieg
Das Kommando der 1. Armee entstand im August 1939 wieder. 1940 stand sie an der Grenze zu Frankreich im Abschnitt von der ligurischen Küste bis zum Monte Granero, im Norden schloss sich bis zum Aostatal die 4. Armee an, hinter diesen beiden Armeen befand sich die 7. Armee in Reserve. Diese drei Armeen bildeten die Armeegruppe West, die während des sogenannten Sitzkriegs zwischen Deutschland und Frankreich defensive Aufgaben hatte. Als sich während des Westfeldzugs der deutsche Erfolg abzeichnete, gab Benito Mussolini am 10. Juni 1940 den Kriegseintritt Italiens bekannt und befahl der Armeegruppe West am 21. Juni 1940 den Angriff auf Frankreich. Bereits am folgenden Tag unterzeichnete Frankreich den Waffenstillstand von Compiègne und am Abend des 24. Juni in Rom den Waffenstillstand mit Italien. 
In vier Tagen erzielte die 1. Armee in der sogenannten Schlacht in den Westalpen mit ihrem II., III. und XV. Armeekorps gegen erbitterten französischen Widerstand nur minimale Geländegewinne. Die Angriffsschwerpunkte lagen an der Küste, wo Menton eingenommen wurde, und am Colle della Maddalena. Die 1. Armee wurde am 31. Juli 1940 wieder aufgelöst.

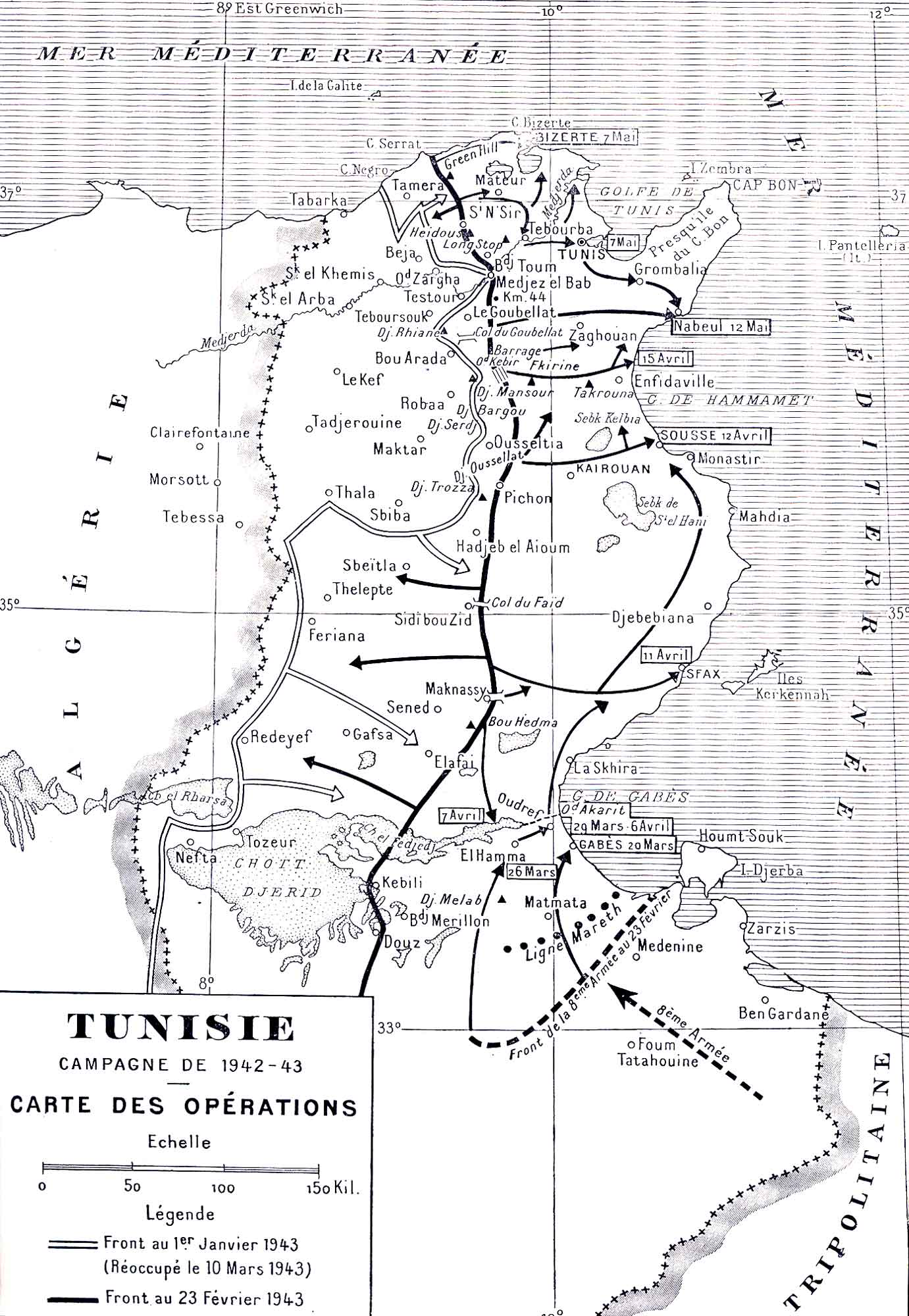
Karte zu den Operationen in Tunesien

Nach der Niederlage in der zweiten Schlacht von El Alamein und dem folgenden Rückzug der deutsch-italienischen Panzerarmee Afrika von Ägypten bis zur Mareth-Linie im Süden Tunesiens wurde dort im Februar 1943 das Kommando der 1. Armee aus dem der Panzerarmee und aus dem italienischen Oberkommando für Libyen wieder errichtet und ihm das XX. und das XXI. italienische Armeekorps unterstellt, Befehlshaber wurde Armeegeneral Giovanni Messe. Während die italienische 1. Armee zunächst an der Mareth-Linie verblieb, übernahm die deutsche 5. Panzerarmee nach der alliierten Landung in Französisch-Nordafrika (Operation Torch) die Nordwestfront. Die beiden jeweils aus deutschen und italienischen Verbänden bestehenden Armeen bildeten zusammen die neue Heeresgruppe Afrika. Bis zur Kapitulation am 13. Mai 1943 kämpfte die 1. Armee im Tunesienfeldzug, in dem sie sich schrittweise nach Norden zurückziehen musste. Für die militärischen Leistungen seiner Armee in den Abwehrschlachten war Messe am Tag vor der Kapitulation noch zum Marschall von Italien ernannt worden.

## Oberbefehlshaber
- Tenente Generale Roberto Brusati (1914–1916)
- Tenente Generale Guglielmo Pecori Giraldi (1916–1919)

- Generale designato d’Armata Adriano Marinetti (1938–1940)
- Generale designato d’Armata Pietro Pintor (1940)
- Generale d’Armata Giovanni Messe (1943)

## Hauptquartier
- Verona (1915–1918)
- Mondovì (1940)
- Tunesien (1943)